# U-111 (1940)
| U-111                      | U-111                                                                         | U-111                                                                         |
| -------------------------- | ----------------------------------------------------------------------------- | ----------------------------------------------------------------------------- |
|                            |                                                                               |                                                                               |
|                            |                                                                               |                                                                               |
|                            |                                                                               |                                                                               |
| Під прапором               | Третій рейх                                                                   | Третій рейх                                                                   |
| Спуск на воду              | 15 вересня 1940 року                                                          | 15 вересня 1940 року                                                          |
| Виведений зі складу флоту  | 4 жовтня 1941 року                                                            | 4 жовтня 1941 року                                                            |
| Сучасний статус            | затоплений                                                                    | затоплений                                                                    |
| Проєкт                     |                                                                               |                                                                               |
| Тип ПЧ                     | Торпедний ДПЧ                                                                 | Торпедний ДПЧ                                                                 |
| Основні характеристики     |                                                                               |                                                                               |
| Швидкість (надводна)       | 18,2 вузла                                                                    | 18,2 вузла                                                                    |
| Швидкість (підводна)       | 7,3 вузла                                                                     | 7,3 вузла                                                                     |
| Гранична глибина занурення | 230 м                                                                         | 230 м                                                                         |
| Екіпаж                     | 48 осіб                                                                       | 48 осіб                                                                       |
| Розміри                    |                                                                               |                                                                               |
| Довжина найбільша (по КВЛ) | 76,5 м                                                                        | 76,5 м                                                                        |
| Ширина корпусу найб.       | 6,8 м                                                                         | 6,8 м                                                                         |
| Середня осадка (по КВЛ)    | 4,70 м                                                                        | 4,70 м                                                                        |
| Водотоннажність надводна   | 1051 т                                                                        | 1051 т                                                                        |
| Озброєння                  |                                                                               |                                                                               |
| Артилерія                  | одна палубна гармата калібру 105-мм, одна 20-мм та одна 37-мм зенітна гармата | одна палубна гармата калібру 105-мм, одна 20-мм та одна 37-мм зенітна гармата |
| Торпедно- мінне озброєння  | 4 носових і 2 кормових ТА. 22 торпеди                                         | 4 носових і 2 кормових ТА. 22 торпеди                                         |

U-111 — німецький підводний човен типу IXB часів  Другої світової війни.
Замовлення на будівництво човна віддане 8 серпня 1939 року. Човен заклали на верфі суднобудівної компанії «AG Weser» у місті Бремен 20 лютого 1940 року під заводським номером 976, спустили на воду 15 вересня 1940 року, 19 грудня 1940 року увійшов до складу 2-ї флотилії. Єдиним командиром човна був капітан-лейтенант Вільгельм Кляйншмідт.
Човен зробив 2 бойові походи, в яких потопив 4 (загальною водотоннажністю 24 176 брт) та пошкодив 1 судно.
Потоплений 4 жовтня 1941 року в Північній Атлантиці південно-західніше Канарських островів (27°15′ пн. ш. 20°27′ зх. д. / 27.250° пн. ш. 20.450° зх. д.) глибинними бомбами та артилерією британського протичовнового траулера HMS Lady Shirley. 8 членів екіпажу загинули, 44 врятовані.

## Потоплені та пошкоджені кораблі[3]
| Назва            | Тип            | Належність      | Дата            | Тоннаж (БРТ) | Вантаж                                                                | Статус     | Місце                                                       |
| Somersby         | торгове судно  | Велика Британія | 13 травня 1941  | 5 170        | 8 300 т зерна                                                         | потоплено  | 60°39′ пн. ш. 26°13′ зх. д. / 60.650° пн. ш. 26.217° зх. д. |
| San Felix        | танкер         | Велика Британія | 20 травня 1941  | 13 037       | Баласт                                                                | пошкоджено | 57°32′ пн. ш. 40°21′ зх. д. / 57.533° пн. ш. 40.350° зх. д. |
| Barnby           | торгове судно  | Велика Британія | 22 травня 1941  | 4 813        | 7 250 т борошна                                                       | потоплено  | 60°30′ пн. ш. 34°12′ зх. д. / 60.500° пн. ш. 34.200° зх. д. |
| Marken           | вантажне судно | Нідерланди      | 10 вересня 1941 | 5 719        | 5 тренувальних літаків                                                | потоплено  | 01°36′ пн. ш. 36°55′ зх. д. / 1.600° пн. ш. 36.917° зх. д.  |
| Cingalese Prince | вантажне судно | Велика Британія | 20 вересня 1941 | 8 474        | 11 156 т генеральних вантажів, включно з марганцевою рудою та чавуном | потоплено  | 02°00′ пд. ш. 25°30′ зх. д. / 2.000° пд. ш. 25.500° зх. д.  |